# Raad voor Vreemdelingenbetwistingen
De Raad voor Vreemdelingenbetwistingen (afgekort: RvV, in het Frans: Conseil du Contentieux des Etrangers) is een onafhankelijk administratief rechtscollege in België dat beroepen behandelt tegen individuele beslissingen in vreemdelingenzaken. Dit betreft beslissingen van het Commissariaat-generaal voor de Vluchtelingen en de Staatlozen, beslissingen van de Dienst Vreemdelingenzaken van de FOD Binnenlandse Zaken en alle andere individuele beslissingen die genomen zijn met toepassing van de vreemdelingenwet van 15 december 1980.
De Raad is opgericht bij wet van 15 september 2006 en vatte zijn werkzaamheden officieel aan op 1 juni 2007. De belangrijkste reden voor de oprichting van de Raad waren het wegwerken van de ontstane gerechtelijke achterstand in vreemdelingenzaken, zowel bij de voormalige Vaste Beroepscommissie voor de Vluchtelingen, als bij de Raad van State. In het gerechtelijk jaar 2003-2004 maakten vreemdelingenzaken namelijk 82% van de beroepen bij de Raad van State uit.
Als administratief rechtscollege heeft de Raad voor Vreemdelingenbetwistingen een rechtsprekende functie, maar organiek behoort hij niet tot de rechterlijke macht maar tot de uitvoerende macht. De Raad  beschikt over een bevoegdheid in volle rechtsmacht wanneer hij zich uitspreekt over een beslissing van het Commissariaat-generaal voor de vluchtelingen en de staatlozen. Bij de beoordeling van een beslissing van de Dienst Vreemdelingenzaken beschikt de Raad slechts over een annulatiebevoegdheid. Tegen de arresten van de Raad kan enkel cassatieberoep worden ingesteld bij de Raad van State.
De zetel van de Raad is gelegen in Brussel. In 2019 telde de Raad 55 rechters onderverdeeld in verschillende kamers. In datzelfde jaar velde de Raad eveneens 15.518 eindarresten in zaken bij hem aanhangig. In ongeveer 80% van alle zaken werd het bij de Raad ingestelde beroep uiteindelijk verworpen.

## Samenstelling

### Eerste voorzitter
- Marc Oswald (2022-heden)
- Serge Bodart (2017-2022)
- Chantal Bamps (2012-2017)
- Geert Debersaques (2007-2012)

### Voorzitter
- Geert De Boeck (2017-heden)
- Paul Vandercam (2012- 2017)
- Serge Bodart (2007-2011)

### Hoofdgriffier
- Carine De Cooman (2007- heden)

### Beheerder
- Annelies De Bondt (2007-heden)